# 弒樂園
是一部2021年的美國動作恐怖喜劇片，由凱文·路易士（Kevin Lewis）執導，G·O·帕森斯（G. O. Parsons）執筆劇本，尼可拉斯·凱吉身兼主演和製片。電影講述一名沉默寡言的漂流者被誘騙清理一個廢棄的家庭娛樂中心，該中心內被擁有生命的八個電子吉祥物所侵擾。
《弒樂園》原定於2020年10月30日在全球影院上映，但因COVID-19的影響而改於2021年2月12日以VOD發行。

## 劇情
在內華達州海耶斯維爾（Hayesville）的一個偏遠小鎮上，一名沉默寡言的漂流者同意在曾當紅一時的家庭娛樂中心「威利奇幻樂園」（Willy's Wonderland）擔任夜班管理員。然而，當中心內八個電動人偶活了過來並企圖殺死他時，他的任務突然變成了為生存而進行的全面鬥爭。現在，他與一群闖入建築的青少年攜手合作，將被迫在一場絕望的比賽中捍衛自己，以活到第二天早晨。

## 演員
- 尼可拉斯·凱吉飾演管理員
- 艾蜜莉·托斯塔（英语：Emily Tosta）飾演麗芙·霍桑（Liv Hawthorne）
- 貝絲·格蘭特（英语：Beth Grant）飾演艾洛絲·隆德警長（Sheriff Eloise Lund）
- 大衛·謝弗特（David Sheftell）飾演伊凡·歐森（Evan Olson）
- 瑞克·萊茲（英语：Ric Reitz）飾演泰克斯·麥卡多（Tex Macadoo）
- 凱·卡德萊克（Kai Kadlec）飾演克里斯·穆利（Chris Muley）
- 克里斯·華納（Chris Warner）飾演傑德·洛夫（Jed Love）
- 克里斯汀·德爾·格羅索（Christian Del Grosso）飾演亞倫·帕瓦斯（Aaron Powers）
- 凱莉·考恩飾演凱西·巴恩斯（Kathy Barnes）
- 崔勒·希爾（Terayle Hill）飾演巴布·麥丹尼爾（Bob McDaniel）
- 強納森·梅賽德斯（Jonathan Mercedes）飾演丹·洛林（Dan Lorraine）
- 格蘭特·克萊默（英语：Grant Cramer）飾演傑瑞·華勒斯（Jerry Wallace）

### 配音角色
- 吉里·斯坦尼克（Jiri Stanek）飾演鼬鼠威利（Willy Weasel）
- 泰勒·塔里（Taylor Towery）飾演變色龍嘉米（Cammy Chameleon）
- 克里斯多夫·布萊德利（Christopher Bradley）飾演鱷魚亞提（Arty Alligator）
- 小克里斯·施密特（Chris Schmidt Jr.）飾演烏龜狄托（Tito Turtle）
- 潔西卡·格雷夫斯（Jessica Graves）飾演海妖莎拉（Siren Sara）
- 杜克·傑克森（Duke Jackson）飾演奈特騎士（Knighty Knight）
- 奧斯汀·佩雷斯（Austin Perez）飾演大猩猩葛斯（Gus Gorilla）
- B·J·蓋耶爾（B. J. Guyer）飾演鴕鳥奧茲（Ozzie Ostrich）

## 製作
編劇G·O·帕森斯（G. O. Parsons）對自己的電影生涯並不滿意，於是為了取得更進一步的成功而寫了名為《沃利的遊樂園》（Wally's Wonderland）的短篇劇本。他將該劇本放到Blood List上，力求將其拍成長片。該劇本在網站上得到了特別報導，並引起了尼可拉斯·凱吉的注意，後者同意製作並出演電影。
銀幕媒體影業於2019年10月宣布，經Deadline Hollywood證實，主演凱吉與JD娛樂（JD Entertainment）的製片人傑瑞米·戴維斯（Jeremy Davis）和蘭達法爾娛樂（Landafar Entertainment）的格蘭特·克萊默都將擔任監製，凱吉的土星影業（Saturn Films）也將參與製作。曾執導《第三顆釘子》（2008年）的凱文·路易士（Kevin Lewis）被聘來擔任導演。2020年2月，艾蜜莉·托斯塔、貝絲·格蘭特、瑞克·萊茲、克里斯·華納（Chris Warner）及凱莉·考恩加入演出陣容。之後，電影更名為《弒樂園》（Willy's Wonderland）。
主要拍攝於2020年2月在喬治亞州亞特蘭大開始，為期一個月。

## 發行
《弒樂園》原定2020年10月30日在影院上映，但由於COVID-19的影響而徹檔。2021年1月15日官方宣布，電影於2021年2月12日以VOD發行，並在全球市場線上發行。
前導預告片於2020年10月30日發行，這是原定的上映日期。首部官方預告片和海報於2021年1月15日發布。

## 可能的續集
2021年1月，帕森斯表示，如果《弒樂園》能獲得成功，有望製作續集。

## 外部連結
- 互联网电影数据库（IMDb）上《弒樂園》的资料（英文）